# Зебляки (Зебляковське сільське поселення)
Зебляки (рос. Зебляки) — селище в Шар'їнському районі Костромської області Російської Федерації.
Населення становить 2239 осіб. Входить до складу муніципального утворення Зебляковське сільське поселення.

## Історія
Від 2007 року входить до складу муніципального утворення Зебляковське сільське поселення.

## Населення
| 2008 | 2010  | 2014  |
| ---- | ----- | ----- |
| 2315 | ↘2221 | ↗2239 |